# Charles Murray, Lord Murray

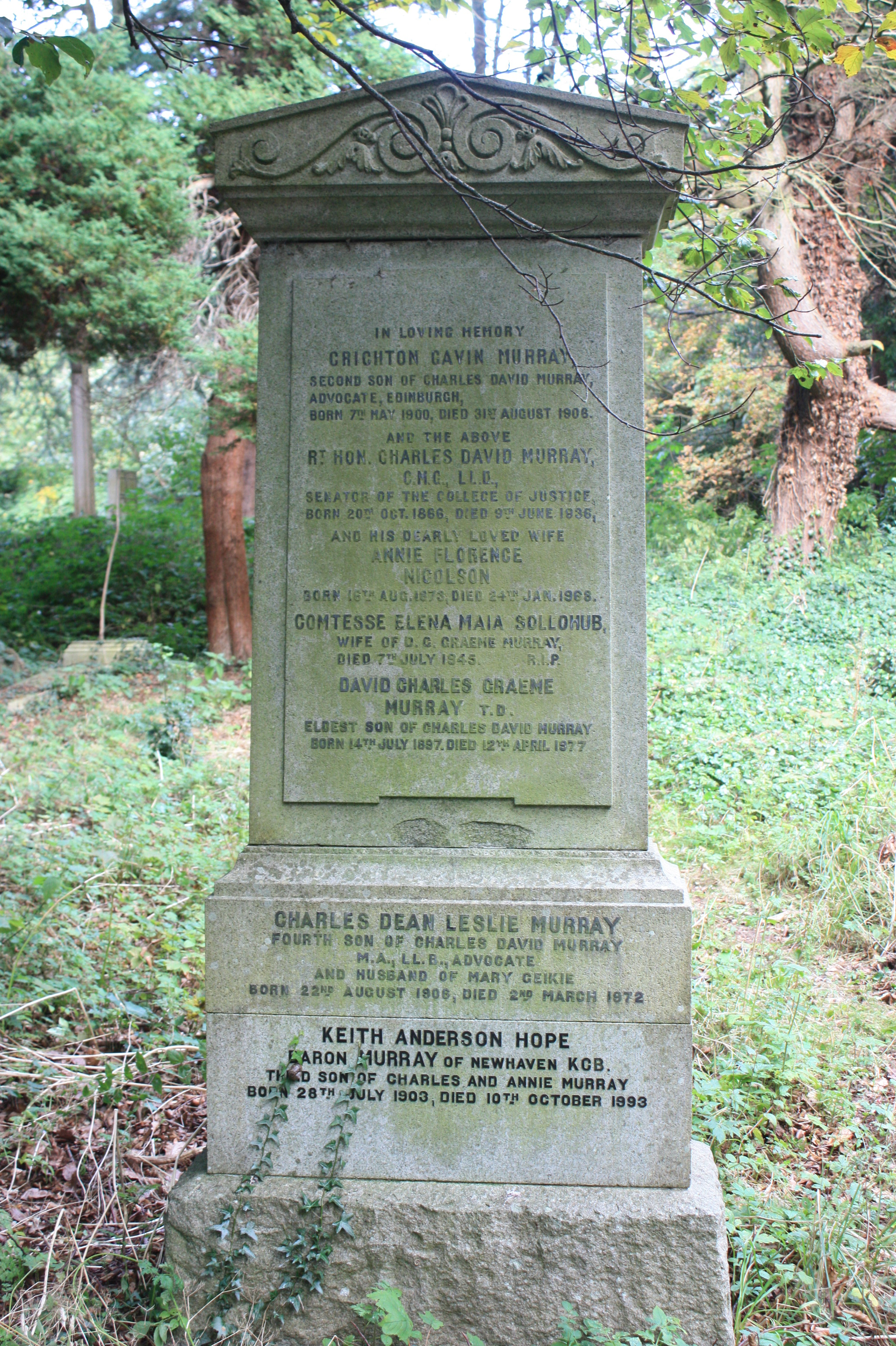
Das Grab von Charles Murray, Lord Murray, Warriston Cemetery

Charles David Murray, Lord Murray CMG KC PC (* 20. Oktober 1866; † 9. Juni 1936) war ein schottischer Politiker und Richter.

## Leben
Murray wurde im Jahre 1866 als Sohn des Seidenhändlers David William Murray geboren. Er besuchte die Universität Edinburgh und erwarb 1885 einen Masterabschluss. 1888 verließ er die Universität als Bachelor der Rechtswissenschaften. Im folgenden Jahr erhielt er seine Zulassung als Anwalt und ehelichte 1896 Annie Florence. 1907 wurde Murray als Kronanwalt eingesetzt. Während des Ersten Weltkriegs diente Murray den britischen Streitkräften im Range eines Oberstleutnants. 1918 wurde er in den Order of St. Michael and St. George im Range eines Companion aufgenommen. Im selben Jahr fungierte er als Sheriff von Renfrew und Bute. Ihm wurde 1919 der Doktorgrad der Rechtswissenschaften von der Universität Edinburgh verliehen. Im selben Jahr wurde er als Dekan der juristischen Fakultät der Universität eingesetzt. Diese Position bekleidete Murray bis zu seiner Ernennung zum Solicitor General im folgenden Jahr.
1923 wurde er zum Mitglied der Royal Society of Edinburgh gewählt.

## Politischer Werdegang
Erstmals trat Murray bei den Unterhauswahlen im Dezember 1910 zu Wahlen auf nationaler Ebene an. Er bewarb sich für die Conservative Party um das Mandat des Wahlkreises Edinburgh South. Am Wahltag konnte sich Murray jedoch nicht gegen seinen liberalen Kontrahenten Charles Henry Lyell durchsetzen und verpasste damit den Einzug in das britische Unterhaus. Bei den ersten Nachkriegswahlen 1918 trat Murray abermals im selben Wahlkreis an. Für die 1912 gegründete Unionist Party errang er deutlich das Mandat gegen den Liberalen David Caird und zog erstmals in das House of Commons ein. Nach seiner Ernennung zum Solicitor General trat Murray zurück, um bei den fälligen Nachwahlen trotz starker Stimmverluste sein Mandat zu halten. Nach seiner Erhebung in das Privy Council 1922 trat er zu keinen weiteren Wahlen an und schied im selben Jahr aus dem Unterhaus aus. Bei den folgenden Unterhauswahlen hielt Samuel Chapman das Mandat für die Unionisten.